# Teodòr Aubanèu
Teodòr Aubanèu (Avinyó, Provença, 26 de març de 1829 - 1886) fou un poeta occità. Era impressor d'ofici, per tradició familiar, i exercia el títol d'impressor del papa.
Començà publicant versos a Lei Provençalas [Li Prouvençalo] (1851), i conegué Frederic Mistral i Josèp Romanilha, a l'aplec de Fòntsegunha (1854), on fou un dels fundadors del Felibritge. Divulgador de la literatura occitana moderna, en col·laboració amb la seva muller Josefina Mezen, fou el primer editor de l'Armanac Provençau [Armana Prouvençau] (1855).
El 1861 publicà La miugrana entredubèrta [La mióugrano entreduberto], recull de poemes breus, impregnats de sentiment romàntic i de contínues referències al paisatge, recull on intentà d'unificar l'estil de la literatura provençal antiga, cortesana i cavalleresca, amb el sentit popular i realista de la literatura occitana renaixent.
El 1885 publicà un altre llibre de poemes Lei filhas d'Avinhon [Li fiho d'Avignoun], d'un sentimentalisme exaltat, que fou censurat per l'arquebisbe i per Josèp Romanilha, representant del sector més conservador del Felibritge. Intentà de destruir-ne tants d'exemplars com pogué. Després de la seva mort li fou publicat encara Lo rèiresoleu [Lou rèire-soulèu] (1889). És autor també dels drames Lo pan dau pecat [Lou pan dóu pecat] (1878), estrenat a Montpeller i, en francès, a París, Lo raubatòri [Lou raubatòri] (1928) i Lo pastre [Lou pastre] (1944), i de l'epistolari amorós Lettres à Mignon (1899).